# THE BoA : Musicality
《BoA 20th Anniversary Live - THE BoA : Musicality》는 대한민국의 가수 보아의 데뷔 20주년을 기념하는 다섯 번째 국내 콘서트 투어이다.

## 개요
2023년 2월 8일, SM 엔터테인먼트는 각종 언론은 통해 보아의 20주년 콘서트 일정을 발표하였고, 6일 후인 14일에는 팬클럽 선예매가, 16일에는 일반 예매가 YES24를 통해 진행되었다.
코로나19 범유행의 여파에 따른 약 4년여만의 단독 콘서트이자 2013년 이후 10년만에 데뷔 20주년을 기념하여 개최된 국내 투어를 통해 약 1만여명의 누적 관객을 기록하였다.

## 투어 일정
| 날짜            | 도시 | 국가     | 장소                 | 관객 동원    |
| --------------- | ---- | -------- | -------------------- | ------------ |
| 2023년 3월 11일 | 서울 | 대한민국 | 올림픽공원 올림픽 홀 | 통산 7,000명 |
| 2023년 3월 12일 | 서울 | 대한민국 | 올림픽공원 올림픽 홀 | 통산 7,000명 |
| 2023년 4월 1일  | 부산 | 대한민국 | BEXCO 오디토리움     | 2,500명      |

## 세트 리스트
- Opening VCR -
- Breathe
- CAMO
- Copy & Paste
- Hurricane Venus
- Forgive Me
- Eat You Up
- My Name

- Ment -
- ZIP (짓)
- Better
- WOMAN
- Kiss My Lips

- VCR #2-
- 아틀란티스 소녀 (Atlantis Princess)
- My Sweetie
- Who Are You

- Ment -
- Gravity
- After Midnight
- 공중정원 (Garden In The Air)
- 내가 돌아 (NEGA DOLA)
- VALENTI
- Spark
- ONE SHOT, TWO SHOT

- Band & Dancer Introduction (Smash) -
- L.O.V.E

- Ment -
- 메리-크리 (Merry-Chri)
- Only One
- No.1

- Encore -
- Girls On Top
- MOTO

- Ment -
- Little Bird

- Double Encore (12일 한정) -
- No Matter What

## 제작
- 주최 : SM 엔터테인먼트
- 주관 : 드림메이커
- 후원 : YES24, Beyond LIVE